# Danielle Brooks
Danielle Brooks (* 17. září 1989 Augusta, Georgie) je americká herečka, která se nejvíce proslavila rolí Tashy „Taystee“ Jefferson v seriálu Holky za mřížemi. V roce 2015 získala nominaci na cenu Tony za roli Sofie v Broadwayské produkci The Color Purple.

## Životopis
Danielle se narodila v Augustě v Georgii, ale vyrostla v Greenville v Jižní Karolíně v křesťanské rodině. S herectvím začala v šesti letech v místním kostele. Navštěvovala South Caroline Governor's School for the Arts & Humanities. V roce 2011 odmaturovala na Julliardu.

## Kariéra
Po odmaturování na Julliardu získala dvě role v divadelních produkcích: Servant of Two Masters a Blacken the Bubble. Obě produkce opustila v roce 2013, kdy získala roli v původním seriálu Netflixu, Holky za mřížemi, v seriálu o ženském vězení na základě Piper Kermanové vzpomínkové knize stejného názvu, jako Tasha „Taystee“ Jefferson. Původně se v seriálu měla objevit pouze ve dvou epizodách, ale scenáristé ji vepsali do všech scénářů první série.[nedostupný zdroj] Za roli byla kritiky velice chválena a novinář z The Daily Beast ji nazval „průlomovou herečkou seriálu“ a „nejvíce osvěžujícím a zajímavým novým talentem roku 2013“.[nedostupný zdroj] Pro druhou sérii seriálu byla povýšena na hlavní roli.
V září 2013 byla obsazena do epizody HBO seriálu Girls, kde hrála první afroamerickou ženu v seriálu.
Dne 27. května 2015 bylo oznámeno, že se poprvé objeví na Broadwayi jako Sofia v produkci The Color Purple. Premiéra proběhla 10. prosince 2015. Za roli byla nominovaná na cenu Tony. V roce 2025 si zahrála jednu z hlavních rolí ve snímku Minecraft film a hlavní záporačku v animovaném filmu Zlouni 2.

## Filmografie

### Film
| Rok  | Název                               | Role              | Poznámky     |
| ---- | ----------------------------------- | ----------------- | ------------ |
| 2014 | I Dream Too Much                    | Abbey             |              |
| 2016 | Angry Birds ve filmu                | Olive Blue/Monica | hlas         |
| 2018 | Sadie                               | Carla             |              |
| 2019 | Clemency                            | Evette            |              |
| 2019 | The Public's Much Ado About Nothing | Beatrice          |              |
| 2019 | All the Little Things We Kill       | Claire Soto       |              |
| 2019 | The Day Shall Come                  | Venus             |              |
| 2020 | Eat Wheaties!                       | Wendy             |              |
| 2023 | The Color Purple                    | Sofia             | postprodukce |
| 2025 | Zlouni 2                            | Kitty Kat         |              |
| 2025 | Minecraft film                      | Dawn              |              |

### Televize
| Rok             | Název                           | Role                      | Poznámky |
| --------------- | ------------------------------- | ------------------------- | --- |
| 2012            | Modern Love                     | Raimy                     | TV film |
| 2013            | Black Girls Rock! 2013          | Samu sebe                 | TV film |
| 2013–2019       | Holky za mřížemi                | Tasha „Taystee“ Jefferson | Young Hollywood Award v kategorii Průlomová herečka (2014) Screen Actors Guild Award v kategorii Nejlepší obsazení v komediálním seriálu (2015) |
| 2014            | Girls                           | Laura                     | díl: „Females Only“ |
| 2015–2017       | Mistr amatér                    | Shannon                   | 3 díly |
| 2017            | Na vlásku: Seriál               | Ruth (hlas)               | díl: „The Wrath of Ruthless Ruth“ |
| 2017            | Bitva playbacků                 | samu sebe                 | díl: „Danille Brooks vs. Uzo Abuda“ |
| 2018            | Project Runway                  | samu sebe                 | díl: „Damsels in Distress“ |
| 2018            | High Maintenance                | Regine                    | díl: „Namaste“ |
| 2018            | Elena z Avaloru                 | Charica (hlas)            | díl: „A Lava Story“ |
| 2020            | Social Distance                 | Imani                     | díl: „Byli bychom spolu/na širém oceánů“ |
| 2020            | Sarah Cooper: Everything's Fine | Jordana Bachman           | |
| 2015–2022       | Tak nějak                       | Pearle Watson (hlas)      | hlavní role (od 2. řady) |
| 2021–2022       | Robin Roberts Presents: Mahalia | Mahalia Jackson           | TV film |
| 2021–2022       | Karma's World                   | Dr. Lillie Carter-Grant   | 10 dílů |
| 2022–současnost | Peacemaker                      | Leota Adebayo             | 9 dílů |

### Divadlo
| Rok       | Název            | Role  | Poznámky |
| --------- | ---------------- | ----- | --- |
| 2015–2016 | The Color Purple | Sofia | Ocenění – Theatre World Award Nominace – Tony Award v kategorii Nejlepší herečka ve vedlejší roli – muzikál Nominace – Drama Desk Award v kategorii Nejlepší herečka ve vedlejší roli – muzikál Nominace – Outer Critics Circle Award v kategorii Nejlepší herečka ve vedlejší roli – muzikál |